# Assorted Jellybeans
Die Assorted Jellybeans war eine Ska-Punk-Band aus Riverside, Kalifornien, USA.
Die Band wurde 1996 gegründet und stand bei Kung Fu Records unter Vertrag. Ihr Song Rebel Yell befindet sich auf dem Videospiel Tony Hawk’s Underground.

## Diskografie
Alben
- Assorted Jellybeans (1996)
- What’s really going on (1998)
- Parents go down (Under) (1998)